# Pfarrkirche Unbefleckte Empfängnis (Tobelbad)

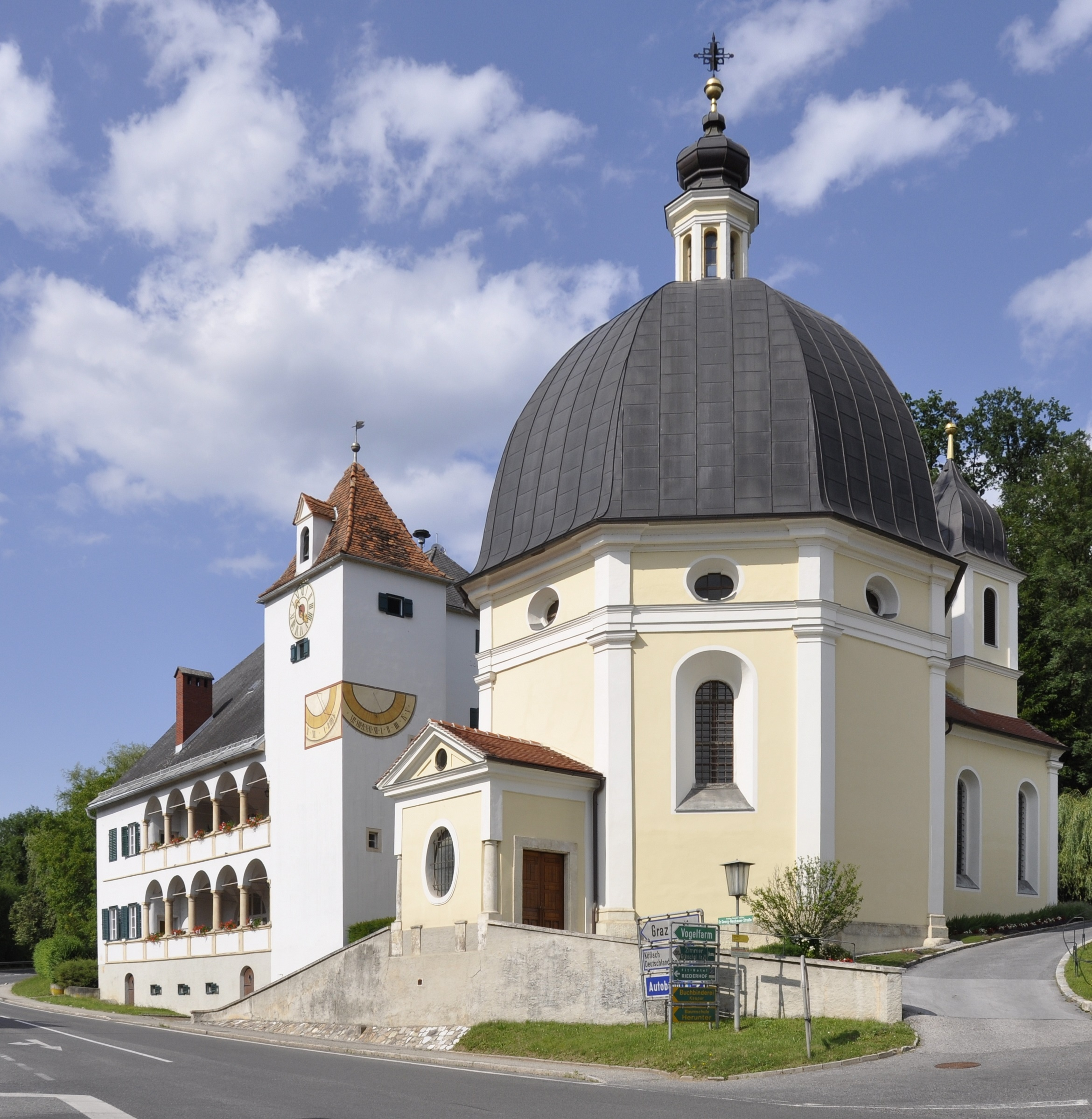
Die Pfarrkirche mit Pfarrhof im Hintergrund

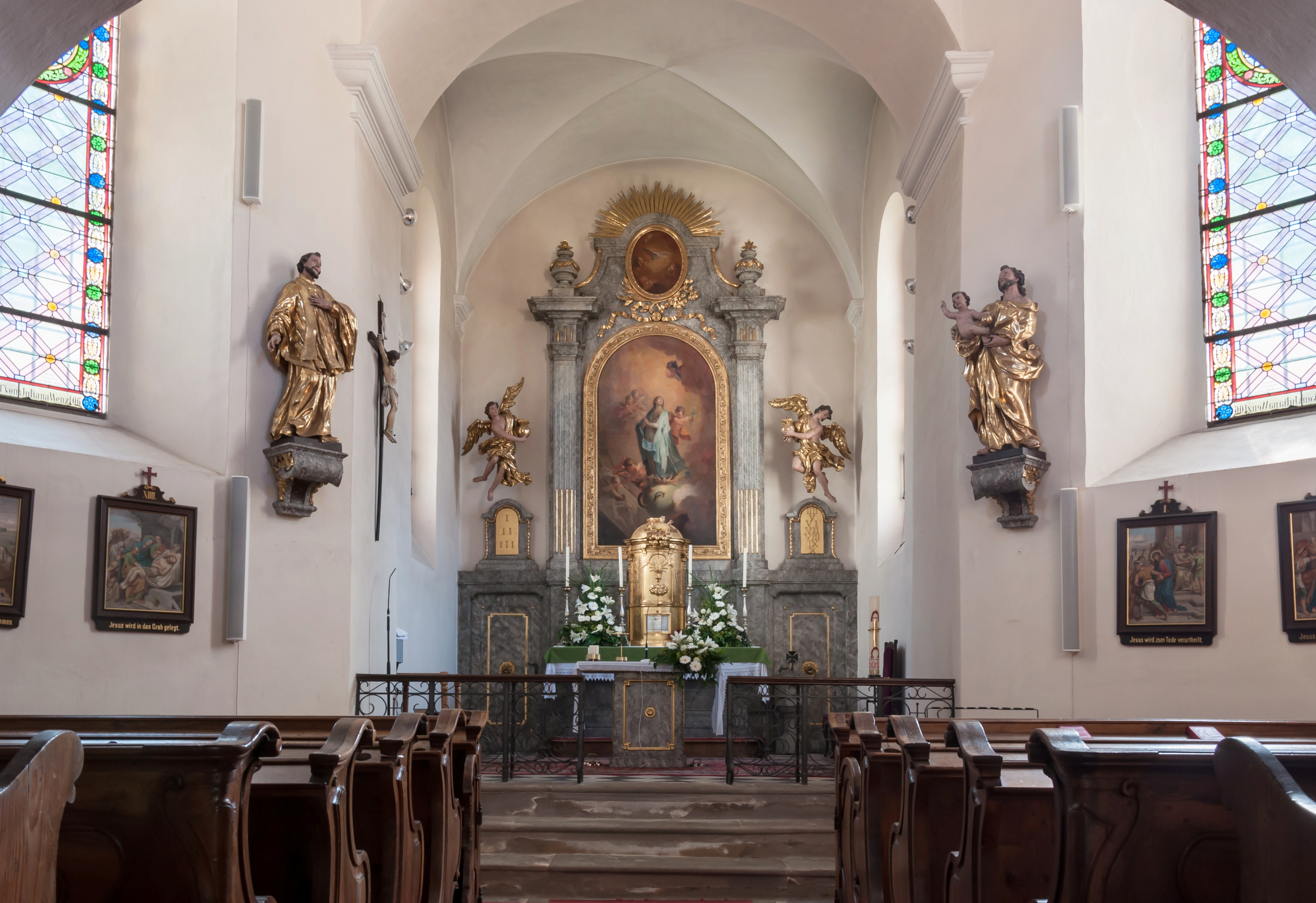
Innenansicht der Pfarrkirche

Die Pfarrkirche Tobelbad ist eine römisch-katholische Kirche in der Gemeinde Haselsdorf-Tobelbad in der Steiermark. Sie ist der unbefleckten Empfängnis Marias geweiht. Das Kirchengebäude steht unter Denkmalschutz (Listeneintrag).

## Geschichte
Die Kirche wurde zwischen 1628 und 1630 im Auftrag der Landstände von Baumeister Bartolomeo di Bosio und dem Steinmetz Hans Mamol erbaut. Die Filialkirche der Kirche Maria im Elend zu Straßgang wurde 1787 zur Pfarrkirche erhoben. Sie wurde 1930 und zwischen 1971 und 1972 renoviert.

## Beschreibung
Die Kirche ist ein achteckiger Zentralbau mit einem steilen, von einer Laterne gekrönten Kuppelgewölbe. Das Kuppelgewölbe weist einen durch Gesimse betonten Tambour mit Ochsenaugen auf. Ursprünglich war die Kuppel mit Schindeln gedeckt, die 1916 durch Blech ersetzt wurden. Eckpilaster betonen die Gebäudekanten. Im Osten ist dem Zentralbau der Chor angebaut mit einem Dachreiter mit Haube am Chorschluss. Der Eingang im Westen ist durch einen kleinen Vorbau mit Giebel geschützt.
Im Inneren des Zentralbaues befinden sich auf halber Höhe der Nord- und an der Südwand Nischen. Die Nische an der Nordwand hat einen nach außen vortretenden Vorraum. An der Unterseite der auf Pfeilern sitzenden Westempore befindet sich ein dreiachsiges Platzlgewölbe. Der niedrige, quadratische Chor wird von einem Kreuzgratgewölbe überspannt und ist durch einen breiten Gurtbogen mit dem Zentralbau verbunden.
Der Hochaltar und die heute zu einem Volksaltar umgestaltete Kanzel wurden 1790 von Jakob Peyer gestaltet. Das Altarblatt zeigt eine von Anton Jantl 1790 gemalte Unbefleckte Empfängnis. Seitlich des Altarblattes befinden sich in der Art von Johann Jacob Schoy gestaltete Engelsstatuen aus dem zweiten Viertel des 18. Jahrhunderts. Auf den Konsolen stehen die Statuen des heiligen Joseph und des heiligen Franz von Assisi aus dem Jahr 1730, ebenfalls in der Art von Johann Jacob Schoy. Ein mit den Wappen des damaligen Landeshauptmannes Siegmund Rudolf von Wagensperg und seiner Verordneten versehenes Chronogramm auf dem Fronbogen weist auf die Säkularfeier im Jahr 1730 hin. Die Orgel wurde 1871 aufgestellt; barockes Kirchengestühl.